# Forgetting
Forgetting è un cortometraggio muto del 1914 interpretato e diretto da Hobart Henley qui alla sua prima regia.
Fu l'ultimo film nella carriera di attore di Francis J. Grandon: dopo quasi un centinaio di interpretazioni, Grandon lasciò la recitazione per dedicarsi esclusivamente alla regia.

## Produzione
Il film fu prodotto da Carl Laemmle per l'Independent Moving Pictures Co. of America (IMP).

## Distribuzione
Distribuito dall'Universal Film Manufacturing Company, il film - un cortometraggio di una bobina - uscì nelle sale cinematografiche statunitensi il 30 marzo 1914.